# Temporada 1971-72 de los Phoenix Suns
La temporada 1971-72 fue la cuarta de los Phoenix Suns en la NBA. La temporada regular acabó con 49 victorias y 33 derrotas, ocupando el quinto puesto de la Conferencia Oeste, no logrando clasificarse para los playoffs, a pesar de superar en victorias a todos los equipos de la Conferencia Este salvo los New York Knicks.

## Elecciones en elDraft
| Ronda | Puesto | Jugador            | Posición | Nacionalidad   | Universidad         |
| ----- | ------ | ------------------ | -------- | -------------- | ------------------- |
| 1     | 14     | John Roche         | Base     | Estados Unidos | South Carolina      |
| 3     | 48     | Dennis "Mo" Layton | Base     | Estados Unidos | Southern California |
| 4     | 65     | Walter Szczerbiak  | Alero    | Estados Unidos | George Washington   |

## Temporada regular
| División Medio Oeste | División Medio Oeste | División Medio Oeste | División Medio Oeste | División Medio Oeste | División Medio Oeste | División Medio Oeste | División Medio Oeste | División Medio Oeste |
| Equipo               | G                    | P                    | %                    | PD                   | Casa                 | Fuera                | Neutral              | Div                  |
| -------------------- | -------------------- | -------------------- | -------------------- | -------------------- | -------------------- | -------------------- | -------------------- | -------------------- |
| y-Milwaukee Bucks    | 63                   | 19                   | .768                 | –                    | 31–5                 | 27–12                | 5–2                  | 13–5                 |
| x-Chicago Bulls      | 57                   | 25                   | .695                 | 6                    | 29–12                | 26–12                | 2–1                  | 12–6                 |
| Phoenix Suns         | 49                   | 33                   | .598                 | 14                   | 30–11                | 19–20                | 0–2                  | 7–11                 |
| Detroit Pistons      | 26                   | 56                   | .317                 | 37                   | 16–25                | 9–30                 | 1–1                  | 4–14                 |

## Estadísticas
| Rk | Jugador          | Edad | P  | PT | MP   | TC  | TCI  | %TC  | TL  | TLI | %TL  | RB   | AS  | FP  | PTS  |
| -- | ---------------- | ---- | -- | -- | ---- | --- | ---- | ---- | --- | --- | ---- | ---- | --- | --- | ---- |
| 1  | Paul Silas       | 28   | 80 |    | 38.5 | 6.1 | 12.9 | .470 | 5.4 | 7.0 | .773 | 11.9 | 4.3 | 2.5 | 17.5 |
| 2  | Dick Van Arsdale | 28   | 82 |    | 37.8 | 6.6 | 14.4 | .463 | 6.5 | 7.6 | .845 | 4.1  | 3.6 | 2.8 | 19.7 |
| 3  | Connie Hawkins   | 29   | 76 |    | 36.8 | 7.5 | 16.4 | .459 | 6.0 | 7.4 | .807 | 8.3  | 3.9 | 3.1 | 21.0 |
| 4  | Clem Haskins     | 28   | 79 |    | 31.1 | 6.4 | 13.3 | .483 | 2.8 | 3.3 | .853 | 3.4  | 3.7 | 2.5 | 15.7 |
| 5  | Charlie Scott    | 23   | 6  |    | 29.5 | 8.0 | 18.8 | .425 | 2.8 | 3.5 | .810 | 3.8  | 4.3 | 3.2 | 18.8 |
| 6  | Neal Walk        | 23   | 81 |    | 26.4 | 6.2 | 13.0 | .479 | 3.2 | 4.2 | .744 | 8.2  | 1.9 | 3.6 | 15.7 |
| 7  | Mo Layton        | 23   | 80 |    | 23.1 | 3.8 | 9.0  | .424 | 1.5 | 2.1 | .739 | 2.1  | 3.1 | 2.7 | 9.1  |
| 8  | Otto Moore       | 25   | 81 |    | 20.0 | 3.2 | 7.4  | .436 | 1.2 | 1.9 | .603 | 6.7  | 1.1 | 2.6 | 7.6  |
| 9  | Lamar Green      | 24   | 67 |    | 14.8 | 2.0 | 4.4  | .446 | 1.0 | 1.3 | .733 | 5.2  | 0.7 | 2.0 | 5.0  |
| 10 | Mel Counts       | 30   | 76 |    | 11.9 | 1.9 | 4.5  | .427 | 1.3 | 1.8 | .721 | 3.4  | 1.3 | 2.1 | 5.2  |
| 11 | John Wetzel      | 27   | 51 |    | 8.2  | 0.6 | 1.6  | .378 | 0.5 | 0.6 | .800 | 1.3  | 1.1 | 1.4 | 1.7  |
| 12 | Art Harris       | 25   | 21 |    | 6.9  | 1.1 | 3.3  | .329 | 0.4 | 1.0 | .429 | 0.6  | 0.9 | 1.2 | 2.6  |
| 13 | Fred Taylor      | 23   | 13 |    | 5.3  | 0.5 | 2.1  | .222 | 0.3 | 1.0 | .308 | 1.3  | 0.5 | 0.6 | 1.2  |
| 14 | Jeff Webb        | 23   | 27 |    | 4.8  | 1.1 | 2.4  | .477 | 0.2 | 0.4 | .500 | 0.6  | 0.6 | 0.8 | 2.5  |

## Galardones y récords
| Jugador        | Galardón                                        |
| Paul Silas     | 2.º Mejor quinteto defensivo de la NBA All-Star |
| Connie Hawkins | All-Star                                        |